# Pansa Hemviboon
Pansa Hemviboon (tiếng Thái: พรรษา เหมวิบูลย์), còn được biết với tên đơn giản Yong (tiếng Thái: โย่ง), là một cầu thủ bóng đá người Thái Lan, hiện tại thi đấu ở vị trí trung vệ cho Buriram United tại Giải bóng đá Ngoại hạng Thái Lan.

## Sự nghiệp quốc tế
Pansa có tên trong đội hình của Milovan Rajevac tham dự Vòng loại giải vô địch bóng đá thế giới 2018 vào tháng 6 năm 2017. Năm 2018, anh được đội tuyển quốc gia Thái Lan triệu tập tham dự Giải vô địch bóng đá Đông Nam Á 2018. Pansa có tên trong đội hình cuối cùng tham dự Cúp bóng đá châu Á 2019. Tại Cúp Nhà vua Thái Lan 2019, anh đã có tình huống đá vào chỗ hiểm của Nguyễn Công Phượng nhưng chỉ phải nhận thẻ vàng khiến người hâm mộ Việt Nam vô cùng bức xúc.

### Bàn thắng quốc tế
Tỉ số và kết quả liệt kê bàn thắng của Thái Lan trước.
| #  | Ngày                 | Địa điểm                                           | Đối thủ   | Tỉ số | Kết quả        | Giải đấu                  |
| -- | -------------------- | -------------------------------------------------- | --------- | ----- | -------------- | ------------------------- |
| 1. | 25 tháng 3 năm 2018  | Sân vận động Rajamangala, Băng Cốc, Thái Lan       | Slovakia  | 2–3   | 2–3            | Cúp Nhà vua Thái Lan 2018 |
| 2. | 17 tháng 11 năm 2018 | Sân vận động Rajamangala, Băng Cốc, Thái Lan       | Indonesia | 2–2   | 4–2            | AFF Cup 2018              |
| 3. | 25 tháng 11 năm 2018 | Sân vận động Rajamangala, Băng Cốc, Thái Lan       | Singapore | 1–0   | 3–0            | AFF Cup 2018              |
| 4. | 5 tháng 12 năm 2018  | Sân vận động Rajamangala, Băng Cốc, Thái Lan       | Malaysia  | 2–1   | 2–2            | AFF Cup 2018              |
| 5. | 8 tháng 6 năm 2022   | Sân vận động Markaziy, Namangan, Uzbekistan        | Maldives  | 3–0   | 3–0            | Vòng loại Asian Cup 2023  |
| 6. | 22 tháng 9 năm 2022  | Sân vận động kỷ niệm 700 năm, Chiang Mai, Thái Lan | Malaysia  | 1–1   | 1–1 (pen: 3–5) | Cúp Nhà vua 2022          |

## Danh hiệu

### Quốc tế
Thái Lan
- Cúp Nhà vua Thái Lan (1): 2017

### Câu lạc bộ
Buriram United
- Giải bóng đá Ngoại hạng Thái Lan (1): 2017